# Уошингтън (окръг, Орегон)
Окръг Вашингтон (на английски: Washington County) е окръг в щата Орегон, Съединени американски щати. Площта му е 1880 km², а населението - 445342 души (2000). Административен център е град Хилсбъро.

## Градове
- Банкс
- Бийвъртън
- Гастън
- Дърам
- Кинг Сити
- Корнилиъс
- Северен Плейнс
- Тигърд
- Туалатън
- Шъруд
- Форест Гроув